# Ricardo Calvo Mínguez
Ricardo Calvo Mínguez (* 22. Oktober 1943 in Alcoi; † 26. September 2002) war ein spanischer Mediziner, Schachspieler und Historiker.

## Leben
Ricardo Calvo spielte in der spanischen Mannschaft bei fünf Schacholympiaden (1966, 1968, 1970, 1974 und 1978) sowie bei der Mannschaftseuropameisterschaft 1970 in Kapfenberg. Im Jahr 1973 wurde ihm von der FIDE der Titel Internationaler Meister verliehen. Von 1982 bis 1989 spielte er in der deutschen Schachbundesliga für Bayern München und wurde mit diesem 1983, 1985, 1986 und 1989 deutscher Mannschaftsmeister. In der spanischen Mannschaftsmeisterschaft spielte er von 1963 bis 1967 für CA Alcoy, mit dem er 1965 Meister wurde, 1971, 1972 und von 1974 bis 1977 für die Mannschaft von CA Schweppes Madrid, mit der er 1971, 1972, 1974 und 1975 Meister wurde, 1973 für den Meister CA Caja Insular de Ahorros, sowie 1980 und 1981 für CE Terrassa. Am European Club Cup nahm er 1975/76 mit CA Schweppes Madrid und 1985/86 mit Bayern München teil. Nachdem er sich kritisch über den Weltschachverband geäußert hatte, wurde er 1987 von der FIDE zur Persona non grata erklärt.
Calvos höchste Elo-Zahl betrug 2475, er erreichte diese im Juli 1973.
Ricardo Calvo war auch als Schachjournalist, Schachhistoriker und Schachpolitiker tätig. Er starb an den Folgen einer Speiseröhrenkrebserkrankung.

## Partiebeispiel
|   | a | b | c | d | e | f | g | h |   |
| 8 |   |   |   |   |   |   |   |   | 8 |
| 7 |   |   |   |   |   |   |   |   | 7 |
| 6 |   |   |   |   |   |   |   |   | 6 |
| 5 |   |   |   |   |   |   |   |   | 5 |
| 4 |   |   |   |   |   |   |   |   | 4 |
| 3 |   |   |   |   |   |   |   |   | 3 |
| 2 |   |   |   |   |   |   |   |   | 2 |
| 1 |   |   |   |   |   |   |   |   | 1 |
|   | a | b | c | d | e | f | g | h |   |

In der folgenden Partie besiegte Calvo mit den weißen Steinen bei der Schacholympiade im kubanischen Havanna 1966 den sowjetischen Großmeister Viktor Kortschnoi.
Calvo–Kortschnoi 1:0
Havanna, 3. November 1966
Sizilianische Verteidigung, B42
1. e4 c5 2. Sf3 e6 3. d4 cxd4 4. Sxd4 a6 5. Ld3 Lc5 6. Sb3 La7 7. c4 Sc6 8. 0–0 Dh4?! (besser ist 8. … d6) 9. S1d2 Sge7 10. c5 Se5 11. Le2 b6 12. f4 S5c6 13. Sc4 bxc5 14. g3 Dh6 15. f5 Df6 16. fxe6 Dxe6 17. Sd6+ Kf8 18. Lc4 1:0

## Turniererfolge
- Lanjaron 1966: 1. Platz
- Las Palmas 1973: 7./8. Platz
- Montilla 1976: 2.–4. Platz (hinter Weltmeister Karpow)
- Torremolinos (Costa del Sol) 1984: 1. Platz (2./3. Nogueiras, Ivkov)[5]